# Vassili Zavoïko
Vassili Stepanovitch Zavoïko (en russe : Василий Степанович Завойко), né le 27 juillet 1809 à Prokhorivka et mort le 16 février 1898 à Velyka Metchetnia, est un amiral de la Marine impériale russe.

## Biographie
Né dans une famille de la noblesse du gouvernement de Poltava dans l'Empire russe, il fait ses études à l'école navale de Mykolaïv et devient garde-marine en 1820. En 1821, il commence son service sur le brick Mingrelia, sous les ordres de Mikhaïl Stanioukovitch.
Il participe, en 1827, à la bataille de Navarin puis, de 1835 à 1838, effectue deux circumnavigations de la Terre.
En 1840, il entre à la Compagnie russe d'Amérique puis est nommé capitaine du port d'Okhotsk. Estimant que le port ne se prête guère au commerce, car trop éloigné de la Léna, il propose le transfert des activités de la compagnie à Aïan. Au cours de ses explorations, Zavoïko découvre l'estuaire de l'Amour. Les rapports qu'il fait parvenir sur l'importance du fleuve décident les autorités de lancer, en 1846, une expédition scientifique qui aboutit finalement à l'incorporation de l'actuel kraï du Primorié à la Russie.
En 1850, il est nommé gouverneur du Kamtchatka et commandant du port de Petropavlovsk,.
En 1854, durant la guerre de Crimée, Zavoïko organise avec succès la défense du port lors du siège de Petropavlovsk par une flottille franco-britannique commandée par les contre-amiraux David Price et Febvrier-Despointes. Zavoïko réussit à repousser les assaillants pourtant supérieurs en nombre et même à s'emparer d'une bannière britannique.
Au cours de l'hiver 1855, Zavoïko est chargé de transférer la principale base navale de la flotte du Pacifique de Petropavlovsk vers l'estuaire de l'Amour. La flotte réussit à forcer le passage malgré la mer gelée et les nombreux vaisseaux ennemis aux aguets autour de l'embouchure de l'Amour. En deux mois, les marins construisent une nouvelle base pour la flotte à Nikolaïevsk-sur-l'Amour.
En 1856, Zavoïko retourne à Saint-Pétersbourg où il occupe les fonctions d'inspecteur général de la Marine.

## Dans la littérature
- L'écrivain Nikolaï Zadornov mentionne Vassili Zavoïko dans son premier roman historique La Guerre pour l'océan (Война за океан, 1963.)
- Guennadi Nevelskoï parle de Vassili Zavoïko dans sa chronique Les exploits des officiers de la marine russe à l'extrême est de la Russie (1849-1855).